# Johann Baptist Rieder
Johann Baptist Leonhard Rieder (* 22. Februar 1815 in Freiburg im Breisgau; † 1902) war Jurist und von Januar 1850 bis Juni 1852 Bürgermeister von Freiburg.

## Leben
Johann Baptist Leonhard Rieder war das dritte Kind des Freiburger Hufschmiedemeisters Johann Baptist Rieder (gestorben am 15. Juli 1816) und Maria Josepha Stiefvater.
Nach der Niederschlagung der Badischen Revolution Ende Juli 1849 herrschte in Baden bis zum September 1851 das Kriegsrecht. Da Wahlen verboten waren, ernannte der Regierungsdirektor des Oberrheinkreises August von Marschall im Januar 1850 den Amtmann in Jestetten Johann Baptist Rieder zum Bürgermeister von Freiburg. Doch Rieder war an dem Amt in schwerer Zeit nicht interessiert und musste unter Androhung eines „dienstpolizeilichen Vorgehens“ zur Annahme gezwungen werden.
Die Bevölkerung litt unter den Einquartierungen, Freiburg war hoch verschuldet. Rieder ordnete die städtischen Finanzen. Am 9. Dezember 1851 bestätigte ein Großer Ausschuss Rieder als Bürgermeister und wählte ihn mehrheitlich für eine Amtsperiode.
In Rieders Amtszeit wurde das Rathaus renoviert, die Gehsteige mit Rheinkieseln gepflastert und die Gasbeleuchtung eingeführt.
Doch Rieder liebte seinen Posten nicht und wollte in den Staatsdienst zurück. Als er nach mehrfachen Eingaben im Juni 1852 zum Vorstand des Bezirksamtes Engen ernannt wurde, legte er das Bürgermeisteramt nieder. Die Stelle blieb zunächst unbesetzt, weil nacheinander zwei gewählte Kandidaten ihre Wahl nicht annahmen. Da übernahm der vorrevolutionäre Friedrich Wagner im Oktober 1852 noch einmal den Posten des Bürgermeisters, doch nur unter der Bedingung, dass er jederzeit zurücktreten dürfe.